# ファッションドリーマー
『ファッションドリーマー』（Fashion Dreamer）は、マーベラスより2023年11月2日に発売されたNintendo Switch用ゲームソフト。
キャッチコピーは「#今日も世界でほめられろ♥」。

## 概要
マーベラスの新規IPによるファッションコーディネートゲーム。開発は過去にニンテンドーDS/3DSにて展開された『ガールズモード』シリーズを手掛けたシンソフィアが担当する。2023年2月9日配信の「Nintendo Direct」にて発表された。開発国の日本を始めとするアジア市場では11月2日に発売。ヨーロッパおよび北米では同年内に発売予定。
プレイヤーは「ミューズ」と呼ばれるアバターを操作し、仮想空間「イヴ」を舞台に他のミューズとコミュニケーションを取りながら「いいね」を集め、世界に通用するインフルエンサーとなるのがゲームの目的。衣装やメイクは既製品だけでなく約1400種類以上の型紙から約360万色、最大8箇所にわたり自作可能で、プレイヤーオリジナルの「マイブランド」を立ち上げることも出来る。

## ミューズ
ファッションを通じて世界中の人々と交流できる仮想空間「イヴ」でのアバターの名称。1つのアカウントにつき、最大4人まで登録可能。
女性型の「タイプA」と男性型の「タイプB」の2タイプがある。
ソロプレイモードでもコクーン内にもミューズが多数おり、彼ら彼女らにコーディネートすることが可能。